# Alberigo Albano Tuccillo

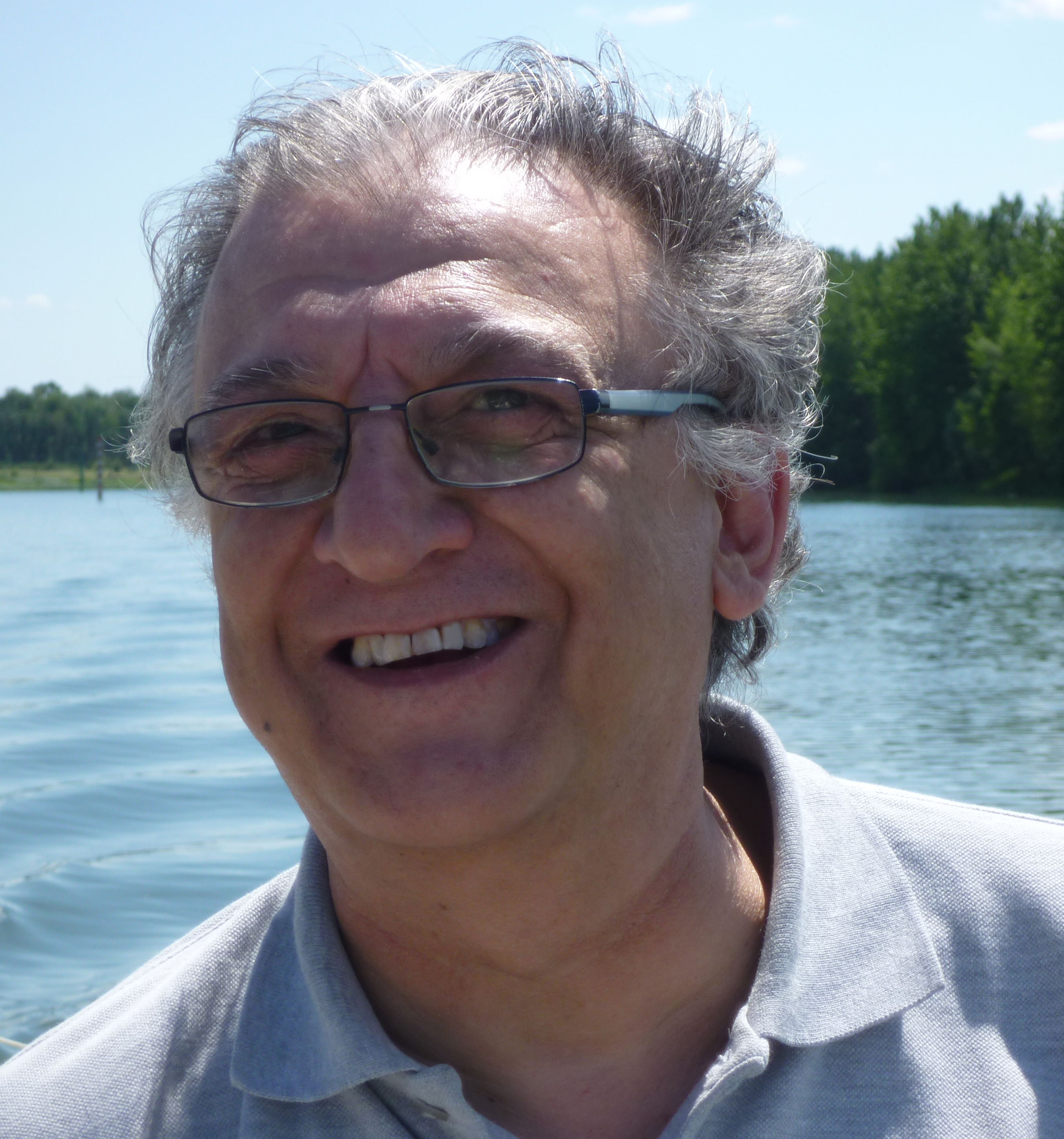
Alberigo Albano Tuccillo (2017)

Alberigo Albano Tuccillo (* 27. Februar 1955 in Rovereto, Italien) ist ein italienisch-schweizerischer Schriftsteller, der in italienischer und deutscher Sprache schreibt.

## Leben
Tuccillo wurde in Rovereto als Sohn eines Polizisten (Carabiniere) und einer medizinischen Praxisassistentin geboren. Einige Jahre nach der Emigration des Vaters in die Schweiz folgte auch die Familie nach Olten, wo Tuccillo die Grundschule besuchte und Deutsch lernte. Nachdem er 1975 an der Kantonsschule in Aarau die Matura abgelegt hatte, studierte er an der Universität Basel Philosophie, italienische und deutsche Linguistik. Von 1981 bis 2020 unterrichtete Tuccillo am Bildungszentrum kvBL in Muttenz, wo die ehemalige Diplommittelschule geführt wurde, Deutsch und Italienisch. Von 1992 bis 2005 war er Dozent für kreatives Schreiben an der Volkshochschule und Seniorenuniversität Basel. Von 1998 bis 2005 war er Lektor des Literaturhauses Basel.
Tuccillo hat zwei Söhne und lebt als freier Schriftsteller in Binningen, in Neapel und in Kassel. Er ist Mitglied der AdS (Autorinnen und Autoren der Schweiz), des Deutschschweizer P.E.N.-Zentrums, der Società Dante Alighieri (Sezione di Basilea, Sektion Basel) und der ASIS (Associazione scrittori di lingua italiana in Svizzera).

## Werke
- Wie ein Dornröschen, Komödie; Ad-hoc-Ensemble, Muttenz 1984.
- Zurück vielleicht – oder weiter, Komödie; Ad-hoc-Ensemble, Regie: Max Hürlimann, Therwil 1986.
- Die Leuchtturmgeschichte, Roman, Zytglogge, Bern 1987.
- Eine kleine Holzmusik, Erzählung zu «Reisebilder», Musiktheaterstück von David Wohnlich, Stadttheater Basel, 1987.
- La figlia del signor Pantalone, commedia di maschere, atto unico in cinque scene, Muttenz  1988
- Die Nacht des Schicksals, Komödie; joli théâtre, Regie: Max Hürlimann, Binningen 1988.
- Mercato – Italiens Märkte, Momente und Impressionen, Essays und Geschichten um Märkte und Marktleben in Italien, mit Fotografien von Hans Weber, AT-Verlag, 1988.
- Das Geschöpf des Prometheus, Erzählung zu «…nach meinem Bilde…», programmmusikalische symphonische Dichtung von Daniel Weissberg, Kammerorchester Basel (ehemals «Serenata Basel»), 1989, Rundfunk-Uraufführung Radio DRS, 1989.
- Erzählungen aus hundert und einer schlaflosen Nacht, elf Gedichte und zehn Erzählungen, Zytglogge, Bern 1993.
- Der Schein, Libretto des gleichnamigen Musiktheaterstücks von Daniel Weissberg, Regie und Videoinstallation von Franz Schnyder, Basel 1993.
- Il poeta e il suo pensatore, racconto nell'antologia di narratori esordienti «Undici portieri e una riserva», nabuEdizioni Firenze 1998.
- Verlorene Küsse, Erzählung in «Durch Bildung zur Freiheit», Stadt Olten, Ressort Bildung und Sport, 2000.
- Judas Ischarioth, Libretto des gleichnamigen Oratoriums für Sopran, Alt, Tenor, Bass, großen Chor und Orchester von David Wohnlich; Chor der Heiliggeistkirche Basel, Ensemble 14, musikalische Leitung Joachim Krause, Basel/Bern 2004.
- Versuch und Versuchung, Erzählung und drei Gedichte. In: Dichter- und Stadtmuseum Liestal (Hrsg.): Wurzeln – zwölf literarische Grabungen. Christoph Merian Verlag, Basel 2005.
- Dreizehn13, Libretto des gleichnamigen visuellen Oratoriums für Sprecher, acht Singstimmen, Klavier, Violine, Viola, Cello und Live-Elektronik von Daniel Weissberg; Basler Madrigalisten, Mondrian Ensemble Basel, musikalische Leitung Francesc Prat, Basel 2009.
- Erzählungen aus hundert und einer schlaflosen Nacht, ePub, BoD, 2017.[1]
- Die Leuchtturmgeschichte, ePub, BoD, 2017.[2]
- Il racconto del faro, ePub, BoD, 2017.[3]
- Racconti di cento e una notte d'insonnia, ePub, BoD, 2017.[4]
- Die sieben Bundesrätinnen, Singspiel-Monolog für eine singende Flötistin und einen singenden Pianisten, Musik von David Wohnlich, Basel, 2017.[5][6][7]
- Wo ich tausendmal nicht war, Gedichte und Aphorismen, BoD, Norderstedt 2019.[8]
- Linguistische Amuse-Bouche. BoD, Norderstedt 2021, ISBN 978-3-7557-3560-1.
- Geschichten ohne festen Wohnsitz. BoD, Norderstedt 2023, ISBN 978-3-7578-0849-5, S. 152.

## Auszeichnungen und Ehrungen
- 1988: Werkpreis des Kantons Solothurn für «Die Leuchtturmgeschichte»
- 1988: 1. Preis im Dramatiker-Wettbewerb des Kantons Baselland anlässlich des 100. Geburtstages von Curt Goetz für «Die Nacht des Schicksals»
- 1989–1990: Werkjahr der ProHelvetia und der Kantone Baselstadt und Baselland, verbracht in Lucca (Toskana).
- 1993: Förderpreis des Kantons Baselland für «Erzählungen aus hundert und einer schlaflosen Nacht»
- 1994: Preise im Kurzgeschichten-Wettbewerb «Bei Anruf Text» des Vorstadt-Theaters Basel für «Der Pakt», «Duftnote» und «Der Freund»
- 1998: Jury-Preis im Kurzgeschichten-Wettbewerb der Kulturinitiative «Arena», Riehen, für «Enge Welt und große, weite Heimat»
- 1999: Jury-Preis im Kurzgeschichten-Wettbewerb der «Associazione scrittori italiani in Svizzera» für «Azzurra»
- 2001: Jury-Preis im Kurzgeschichten-Wettbewerb der Kulturförderung der «ATEL», Olten, für «Lindas Energie»
- 2004: Publikumspreis im Kurzgeschichten-Wettbewerb der Kulturinitiative «Arena», Riehen, für «August»
- 2011: Jury-Preis im Lyrik-Wettbewerb der Literaturtage Zofingen und der Autorinnen und Autoren der Schweiz, für «The Three Teno®s»